# ラビッツ&ラッツ
ラビッツ＆ラッツは有坂純と門倉直人が製作した動物を主人公としたテーブルトークRPG（TRPG）。ホビージャパン社発行のゲーム誌「タクテクス」の48、50、52号（1987年9月号、11月号、1988年1月号）に掲載された付録ゲームである。
単独での製品化はされていないが、雑誌の付録のTRPGとしては強い人気を誇るゲームである。現在はルールテキストの全文がウェブサイトで無料で公開されており、誰でも遊ぶことができる（#外部リンクを参照）

## 概要
ウサギやネコなどの小動物をプレイヤーキャラクター（PC）として演じることを目的としたTRPG。「PCが動物である」こと以外にはPCには共通した目的というものはない。PCが行うべきことはゲームマスターの用意するシナリオによって変わり、ある時は生き残るための狩りを行うことがゲームの目的になり、ある時は人間たちの街を探索することがゲームの目的となる。
ルールブックで定義されているデザイン・コンセプトによると『ラビッツ＆ラッツ』が目指している雰囲気は「ウォーターシップ・ダウンのうさぎたち」、「冒険者たち」（ガンバの冒険）、「ミス・ビアンカの冒険」、「山ねずみロッキーチャック」、「アライグマ博士と仲間たち」、「シートン動物記」などであるとされる。
なお、このゲームにおいてはプレイヤーキャラクターたちは動物たちの共通語〈生け垣語〉により種族が違ってもコミュニケーションが可能とされる。（ただし、技能判定に成功しなくてはならない）

## システム

### キャラクターメイキング
プレイヤーキャラクターは事前に設定されている動物の種族を選ぶことで決定される。動物の種族ごとに能力値と初期技能がパッケージ化されており、一種のアーキタイプ制のキャラクターメイキングシステムである。
ルールブックで用意されている動物の種族は、ウサギ、アナグマ、ネズミ、リス、ネコ、イヌ、カワウソ、ラッコ、ヘビ、モグラである。

### 行為判定
行為判定はパーセンテージロールに属する。10面体サイコロ二個を振り1～100までの範囲の数値を得て、その値が行為判定に使用する技能値以下ならば判定は成功とみなされる。
技能の中には動物ならではのものも多く、通常のTRPGではあまり見られないようなものもある。（例：「川を渡るのに、泳ぐ代わりに舟に類するものを使って渡る」など、人間にとっては常識的な行動でも野生動物が行うはずもない行動を行うときには〈思いつく〉技能の行為判定に成功する必要がある）

## 世界設定
世界設定は特にされていない。どんな国のどんな時代でもかまわないとされる。ただ、ゲームマスターは「動物たちの視点で描かれる世界」を描写する必要がある。